# II. Arnulf cambrai-i gróf
II. Arnulf cambrai-i gróf (? – 1012) középkori frank nemesúr, a nyugati-frank királysághoz tartozó Cambrai-i Grófság hűbérura volt.

## Élete
Apja I. Arnulf cambrai-i gróf (? – 967), anyja Berta, Nibelung van Betuwe gróf lánya. Anyja révén feltehetően rokona volt II. Baldric liège-i püspöknek. Apja halála után 967-ben örökölte a Cambrai grófja címet, emellett Valenciennes grófja is volt.
979-ben II. Gottfried hainaut-i gróf és Arnulf ("comites Godefridus…[et] Arnulfus") közösen védelmezték Cambrai városát Lothár nyugat-frank király ellenében, II. Ottó német király távollétében, aki ekkor Lengyelországba vezetett hadjáratot, valamint Odó vermandois-i gróf ellen, aki felépítette a közeli Vinchy kastélyát.
III. Ottó német-római császár 1001. április 21-én birtokokat adományozott Cambrai püspökének a cambrai-i grófság területén és az oklevél szintén megnevezi Arnulfot.
II. Szent Henrik Cambrai-i grófságát a cambrai-i püspököknek adományozta 1007. október 22-én. A liège-i Szent Lambert-templom 1012. október 23-án ("X Kal Nov") jegyezte fel Arnulf halálát.

## Családja és leszármazottai
Felesége Liutgarde (? – ?), akinek leszármazására nézve nem maradt fenn semmilyen megbízható információ. Léon Vanderkindere belga történész azt feltételezi, hogy Liutgarde I. Róbert namuri gróf lánya volt, mivel a grófnak volt egy azonos nevű lánya, a pár elsőszülött fiát Albertnek hívták (német eredetű név, Róbert apját és első fiát is így hívták), valamint Liutgarde-nak birtokai voltak Darnau pagusban, amely akkor a Namuri Őrgrófság és a Brabanti Hercegség között volt megosztva.
"Arnulfus comes Valencencianensis et uxor eius Liutgardis cum filio suo Adalberto" 994-ben birtokokat adományoztak a genti Saint-Pierre-au-Mont-Blandin apátságnak, majd még egyszer 998-ban.
Arnulf és Liutgarde házasságából egyetlen gyermek született:
- Albert (? – március 30-án, 998 után),[9] de a pontos évszámot nem adja meg.